# Joachim Wessel
Joachim Wessel (1739 i Vestby Præstegård (døbt 23. februar) – 17. juni 1791) var en dansk-norsk officer og landmand.
Han var søn af sognepræst til Vestby Ole Wessel og Magdalena født Vagel. Han blev 1755 underofficer og gik som sådan på Den matematiske Skole i Christiania, blev fændrik 1760 ved 1. oplandske nationale Infanteriregiment, hvor han 1762 blev sekondløjtnant, 1766 premierløjtnant, 1786 kaptajn; han afgik derfra 1789 med karakter af major og 200 rigsdaler i pension. 1773 købte han gården Nedrekvern på Hedemarken, hvor han gjorde sig bemærket ved et særdeles dygtigt landbrug, der gentagne gange indbragte ham medaljer fra Det Kongelige Danske Landhusholdningsselskab, en påskønnelse, som også blev hans hustru til del for udmærket husflid. Wessel, hvis helbred havde lidt under hans tidligere virksomhed som landmåler, afgik ved døden allerede 17. juni 1791. Hans hustru Susanna Marie Vagel, en datter af ingeniørmajor Joachim Vagel i Frederiksstad og Maria Elisabeth von Ulrichsdal, var født 29. februar 1748 og døde i Christiania 25. januar 1820. Af deres to døtre var den ene gift med historikeren, justitiarius Jens Christian Berg.